# Adnan Manko
Adnan Manko es un deportista bosnio que compite en voleibol adaptado. Ganó siete medallas en los Juegos Paralímpicos de Verano entre los años 2000 y 2024.

## Palmarés internacional
| Juegos Paralímpicos | Juegos Paralímpicos     | Juegos Paralímpicos | Juegos Paralímpicos      |
| Año                 | Lugar                   | Medalla             | Competición              |
| ------------------- | ----------------------- | ------------------- | ------------------------ |
| 2000                | Sídney (Australia)      | Medalla de plata    | Torneo masculino sentado |
| 2004                | Atenas (Grecia)         | Medalla de oro      | Torneo masculino sentado |
| 2008                | Pekín (China)           | Medalla de plata    | Torneo masculino sentado |
| 2012                | Londres (Reino Unido)   | Medalla de oro      | Torneo masculino sentado |
| 2016                | Río de Janeiro (Brasil) | Medalla de plata    | Torneo masculino sentado |
| 2020                | Tokio (Japón)           | Medalla de bronce   | Torneo masculino sentado |
| 2024                | París (Francia)         | Medalla de plata    | Torneo masculino sentado |